# Miss Espanha
Miss Espanha é um concurso de beleza feminino bem tradicional que é realizado anualmente desde 1960 quando María Teresa del Río participou da edição do Miss Universo. O país europeu só conseguiu uma coroa no certame internacional, foi em 1974 com Amparo Muñoz. Depois da vitória, o país nunca mais conseguiu uma coroa, apesar de figurar várias vezes entre as finalistas e as semifinalistas do ano em que disputaram. O concurso tem passado por várias coordenações, por falta de patrocinadores e interesse da mídia local. A atual rainha é Natalie Ortega.

## Vencedoras

Amparo Muñoz, Miss Espanha 1974 e Miss Universo 1974, já falecida.

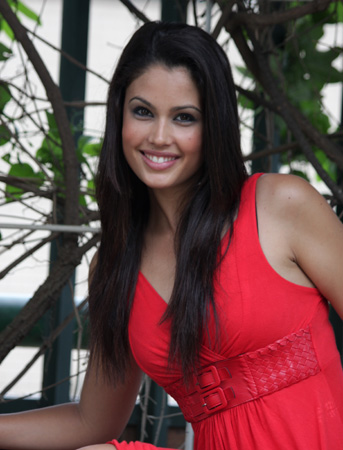
Patricia Rodríguez, Miss Espanha 2008 e 2013, Vice-Miss Universo 2013.

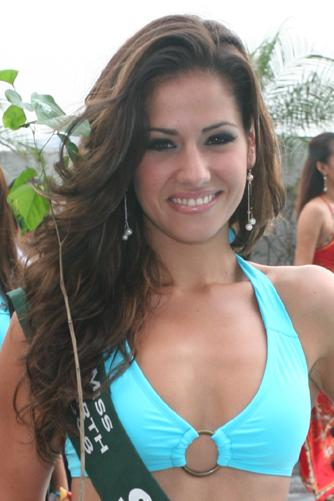
Miss Espanha 2010, Adriana Moreno.

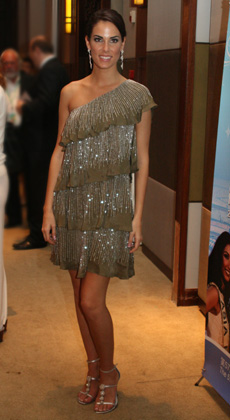
Miss Espanha 2007, Natalia Zabala.

| Ano  | Representante                | Comunidade Autônoma   | Colocação              |
| 1960 | María Teresa del Río         | Andaluzia             | 5º. Lugar              |
| 1961 | Pilar Gil Ramos              | Comunidade de Madrid  |                        |
| 1962 | Conchita Roig Urpi           | Catalunha             |                        |
| 1963 | María Pérez Gómez            | Ilhas Canárias        |                        |
| 1964 | María Ulla Madronero         | Comunidade de Madrid  |                        |
| 1965 | Alicia Borrás                | Catalunha             |                        |
| 1966 | Paquita Torres               | Andaluzia             | Semifinalista (Top 15) |
| 1967 | Francisca Sánchez            | Andaluzia             | Semifinalista (Top 15) |
| 1968 | Yolanda Legarretha           | País Basco            |                        |
| 1969 | María Amparo Lorenzo         | Comunidade Valenciana |                        |
| 1970 | Noelia Afonso Cabrera        | Ilhas Canárias        |                        |
| 1971 | Josefina Román Gutiérrez     | Andaluzia             | Semifinalista (Top 12) |
| 1972 | María del Carmen Castañón    | Comunidade de Madrid  |                        |
| 1973 | María del Rocío Madrigal     | Andaluzia             | 4º. Lugar              |
| 1974 | Amparo Muñoz Quesada †       | Andaluzia             | MISS UNIVERSO 1974     |
| 1975 | Consuelo Martín López        | Ilhas Canárias        |                        |
| 1976 | Olga Fernández Pérez         | Galiza                |                        |
| 1977 | María Polegre Hernández      | Ilhas Canárias        | Semifinalista (Top 12) |
| 1978 | Guillermina Ruiz Doménech    | Catalunha             | 3º. Lugar              |
| 1979 | Gloria María Valenciano Rijo | Ilhas Canárias        |                        |
| 1980 | Yolanda María Hoyos Vega     | Astúrias              |                        |
| 1981 | Francisca Ondiviela Otero    | Ilhas Canárias        |                        |
| 1982 | Cristina Pérez Cottrell      | Andaluzia             |                        |
| 1983 | Isabel Herrero García        | Aragão                | Semifinalista (Top 12) |
| 1984 | Garbiñe Abásolo García       | País Basco            |                        |
| 1985 | Maria Teresa Sánchez López   | Andaluzia             | 2º. Lugar              |
| 1986 | Concepción Isabel Espinosa   | Andaluzia             |                        |
| 1987 | Remedios Cervantes Montoya   | Andaluzia             |                        |
| 1988 | Sonsoles Artigas Medero      | Ilhas Canárias        |                        |
| 1989 | Eva María Pedraza López      | Andaluzia             |                        |
| 1990 | Raquel Revuelta Armengou     | Andaluzia             |                        |
| 1991 | Esther Arroyo Bermúdez       | Andaluzia             |                        |
| 1992 | Virginia García Alvarez      | Castela e Leão        |                        |
| 1993 | Eugenia del Pilar Santana    | Ilhas Canárias        | Semifinalista (Top 10) |
| 1994 | Raquel Rodríguez Hidalgo     | Andaluzia             |                        |
| 1995 | María Reyes Vásquez          | Castela e Leão        |                        |
| 1996 | María Suárez Benítez         | Andaluzia             |                        |
| 1997 | Inés Sainz Esteban           | País Basco            |                        |
| 1998 | María José Villanueva        | Região de Múrcia      |                        |
| 1999 | Diana Nogueira González      | Galiza                | 3º. Lugar              |
| 2000 | Helen Lindes Griffiths       | Ilhas Canárias        | 3º. Lugar              |
| 2001 | Lorena Van Heerde            | Comunidade Valenciana | Não Disputou           |
|      | Eva Sisó Casals              | Catalunha             | Semifinalista (Top 10) |
| 2002 | Vania Millán Miras           | Andaluzia             |                        |
| 2003 | Eva Maria González           | Andaluzia             |                        |
| 2004 | Maria Jesús Ruiz Garzón      | Andaluzia             |                        |
| 2005 | Verónica Hidalgo Hernández   | Catalunha             |                        |
| 2006 | Elisabeth Reyes Villegas     | Andaluzia             |                        |
| 2007 | Natalia Zabala Arroyo        | País Basco            |                        |
| 2008 | Patricia Rodríguez           | Ilhas Canárias        | Não Disputou           |
|      | Claudia Moro Fernández       | Comunidade de Madrid  | Semifinalista (Top 10) |
| 2009 | Estíbaliz Pereira Rabade     | Galiza                |                        |
| 2010 | Adriana Reverón Moreno       | Aragão                |                        |
| 2011 | Paula Guilló Sempere         | Comunidade Valenciana |                        |
| 2012 | Andrea Huisgen               | Catalunha             |                        |
| 2013 | Patricia Rodríguez           | Ilhas Canárias        | 2º. Lugar              |
| 2014 | Desirée Cordero Ferrer       | Andaluzia             | Semifinalista (Top 10) |
| 2015 | Carla García Barber          | Ilhas Canárias        |                        |
| 2016 | Noelia Freire Benito         | Castela-Mancha        |                        |
| 2017 | Sofía del Prado              | Castela-Mancha        | Semifinalista (Top 10) |
| 2018 | Ángela Ponce                 | Andaluzia             |                        |
| 2019 | Natalie Ortega               | Catalunha             |                        |
| 2020 | Andrea Martínez              | Léon                  |                        |
| 2021 | Sarah Loinaz                 | San Sebastián         |                        |

### Observações
- Por não ter a idade mínima de 18 anos, Patricia Rodríguez teve que abdicar do título em 2008.

- Angela Ponce , Miss Espanha 2018 , se tornou a primeira miss transgênero a representar um país no maior concurso de beleza feminina do mundo.